# Sky High (pel·lícula de 2005)
Sky High és una pel·lícula de comèdia de superherois estatunidenca del 2005 dirigida per Mike Mitchell, i escrita per Paul Hernandez, i els creadors de Kim Possible Bob Schooley i Mark McCorkle. La pel·lícula és protagonitzada per Kelly Preston, Michael Angarano, Danielle Panabaker, Mary Elizabeth Winstead i Kurt Russell. Segueix a Will Stronghold (Angarano), el fill de dos superherois que està matriculat en una escola secundària aerotransportada per a superherois adolescents on els seus poders s'inicien; haurà de fer front a una distància creixent dels seus vells amics, a l'amenaça d'un misteriós superdolent i aconseguir la noia dels seus somnis.
La pel·lícula va ser estrenada al cinema per Buena Vista Pictures Distribution el 29 de juliol de 2005 i va recaptar 86,4 milions de dòlars a tot el món amb un pressupost de producció de 35 milions de dòlars. La pel·lícula va rebre crítiques generalment positives per part de la crítica i del públic durant la seva actuació teatral original, i des de llavors ha estat reconeguda com una pel·lícula de culte.

## Argument
Will Stronghold viu amb els seus pares superherois, Steve Stronghold / The Commander i Josie DeMarco-Stronghold / Jetstream, a Maxville. Will està ansiós per assistir a l'alma mater dels seus pares, Sky High, una escola situada en un campus flotant secret, perquè en secret encara no ha desenvolupat cap superpoder.
El seu primer dia, ell, la seva millor amiga Layla Williams i els altres estudiants de primer any són assetjats per la gent gran Speed, Lash i Penny Lent i coneixen Gwen Grayson, una popular sènior i tecnòpata de la qual Will s'enamora. A més, Will és assignat al currículum "Suport a l'heroi" i es converteix en un company per la seva manca de poders, tot i que Layla s'uneix a ell en protesta pel sistema educatiu de dues vies de l'escola.
Sense saber què li va passar al seu fill, l'Steve li mostra a Will la seva sala de trofeus amagada, el Santuari Secret. Expressa una afició particular pel "Pacificador", una arma que va agafar del seu presumpte arxienemic Royal Pain 16 anys abans, sense notar una càmera oculta en un trofeu separat.
Encara que es fa amic dels seus companys, Will entra en conflicte amb l'estudiant de pirocinètica Warren Peace, el pare del qual supervilà va ser empresonat per Steve. En la lluita següent, Will desenvolupa la superforça del seu pare. En ser transferit al currículum Heroi, Will passa més temps amb la Gwen i els seus amics, ignorant Layla i els companys. Més tard, Layla confia a Warren que està enamorada de Will mentre la Gwen va a casa de Will per convidar els seus pares com a convidats d'honor al ball de Benvinguda i passen la vetllada junts.
El dia abans del ball, Gwen enganya a Will perquè faci una festa a casa seva i fa que Speed li robi el xumet en secret. La Layla intenta investigar la festa, però s'enamora de les mentides de Gwen que en Will sap sobre els seus sentiments per ell i és massa educada per rebutjar-la. Quan Layla marxa plorant, Will trenca amb Gwen i es nega a assistir al ball. Després de descobrir que el xumet va ser robat, Will busca l'anuari del seu pare i veu una estudiant semblant a Gwen anomenada Sue Tenny, que va desaparèixer abans de la graduació dels seus pares. Suposant que la Tenny es va convertir en Royal Pain i la Gwen és la seva filla, Will es dirigeix a Sky High per aturar-la amb l'ajuda del conductor d'autobús Ron Wilson.
En el ball, Gwen es revela com Royal Pain, després d'haver perdut edat per Pacifier durant la seva presumpta mort. Amb l'ajuda de Speed, Lash i Penny, captura i elimina l'edat dels estudiants, el personal i els pares de Will, amb la intenció de criar-los com a superdolents com a venjança de Sky High fent-la una companya quan va assistir com a Tenny perquè els seus poders no eren. entesa en aquell moment. Després de reconciliar-se amb Layla, Will s'uneix a ella, en Warren, en Ron i els altres companys per rescatar els captius i derrotar els aliats de Gwen, durant el qual Will desenvolupa el poder de vol de Josie. Tot i que la Gwen saboteja la unitat antigravetat de l'escola, els companys la reinicien amb èxit i Will torna l'escola al cel.
Amb Sky High salvat, la Gwen i els seus aliats són detinguts mentre els seus captius recuperen les seves edats. En Ron cau a una tina de residus tòxics i es converteix en un superheroi. Will es converteix en el millor amic de Warren i entra en una relació amb Layla.

## Repartiment
- Michael Angarano com a William "Will" Theodore Stronghold - Un estudiant de primer any a Sky High i fill de superherois famosos i agents immobiliaris de Maxville, el comandant i Jetstream, que van heretar la superforça del seu pare i la capacitat de volar de la seva mare, encara que inicialment estan latents i es manifesten gradualment al llarg de la pel·lícula.
- Kurt Russell com a Steve Stronghold / The Commander: el pare de Will que té fama de ser un dels superherois més forts del món, posseeix força sobrehumana i invulnerabilitat, i un home de negocis d'èxit en la seva identitat secreta.
- Kelly Preston com a Josie DeMarco-Stronghold / Jetstream: la mare de Will i un agent immobiliari d'èxit que posseeix la capacitat de volar a velocitats supersòniques i és una experta combatent cos a cos.
- Danielle Panabaker com a Layla Williams: la botanocinètica de Will, pacifista, la millor amiga de la infància, la veïna del costat i, més tard, la xicota.
- Mary Elizabeth Winstead com a Gwendolyn "Gwen" Grayson / Royal Pain / Susan "Sue" Tenny - Una tecnopata sènior a Sky High de qui Will s'enamora. Winstead va dir del seu paper: "Vaig rebotar. Jo era l'heroi dels companys o el company dels herois."[3] Anys abans, quan va assistir a Sky High com a Tenny, ningú va entendre els seus poders i va ser assignada a la currículum de companys, que finalment la va posar en el camí per convertir-se en una supervillana i l'arxienemic del comandant fins que un accident amb el seu "Pacificador" la va eliminar durant una de les seves batalles.
  - Patrick Warburton com a Royal Pain (veu).
- Steven Strait com a Warren Peace: el piroquinètic fill del supervilà Baron Battle, que està a la presó amb quatre condemnes a cadena perpètua, i una mare superheroïna sense nom.
- Dee Jay Daniels com Ethan Bank / Popsicle: un company i un dels amics de Will que es pot fondre en líquid.
- Kelly Vitz com a Magenta "Maj" Lewis: un company i un dels amics de Will que pot formes convertir-se en un conillet d'índies amb reflexos morats i ratlles al pelatge semblants a les del seu cabell humà.
- Nicholas Braun com a Zachary "Zach" Braun / Zack Attack - Un company i amic de la infància de Will que pot brillar a la foscor.
- Malika Haqq i Khadijah Haqq com a Penny Lent: una sènior de Sky High i la millor amiga esportiva de Gwen que pot duplicar-se.
- Jake Sandvig com a Lash: un pinxo prim i sènior de Sky High que té una elasticitat corporal completa.
- Will Harris com a Speed - Un pinxo amb sobrepès i sènior a Sky High que pot moure's a velocitats sobrehumanes.
- Lynda Carter com a poders principals: la directora de Sky High que es pot transformar en una forma de cometa.
- Bruce Campbell com a Tommy Boomowski / Coach Boomer / Sonic Boom: el professor de gimnàs de Sky High que pot alliberar ones sonores de les seves cordes vocals.
- Kevin Heffernan com a Ron Wilson: el conductor d'autobús de bon cor de Sky High i fill de dos superherois.
- Cloris Leachman com a infermera Spex: l'anciana i excèntrica però amable infermera de l'escola de Sky High que posseeix visió de raigs X.
- Jim Rash com el Sr. Grayson / Stitches: el company de rialleta de Royal Pain que la va criar com la seva filla després que el xumet la convertís en un bebè.
- Dave Foley com el Sr. Jonathan Boy / All-American Boy - L'antic company del comandant que treballa com a professor de suport d'herois a Sky High.
- Kevin McDonald com a professor Medulla: professor de ciències boges de Sky High que posseeix un cervell de grans dimensions, que atorga intel·ligència avançada, creativitat i una multitud d'habilitats de nivell geni.
- Loren Berman com a "Big" Larry: un estudiant socialment incòmode que pot convertir-se en un monstre humanoide gegant i musculat amb una pell semblant a la roca a voluntat.
- Dustin Ingram com Carbon Copy Kid: un estudiant amb poders de canvi de forma.
- Nicole Malgarini com a Freeze Girl: una estudiant amb poders criocinètics.

A més, Tom Kenny i Jill Talley fan un cameo com el Sr. i la Sra. Chester Timmerman, una parella que va presenciar Will impedirà que Sky High destrueixi la seva nova llar.

## Producció

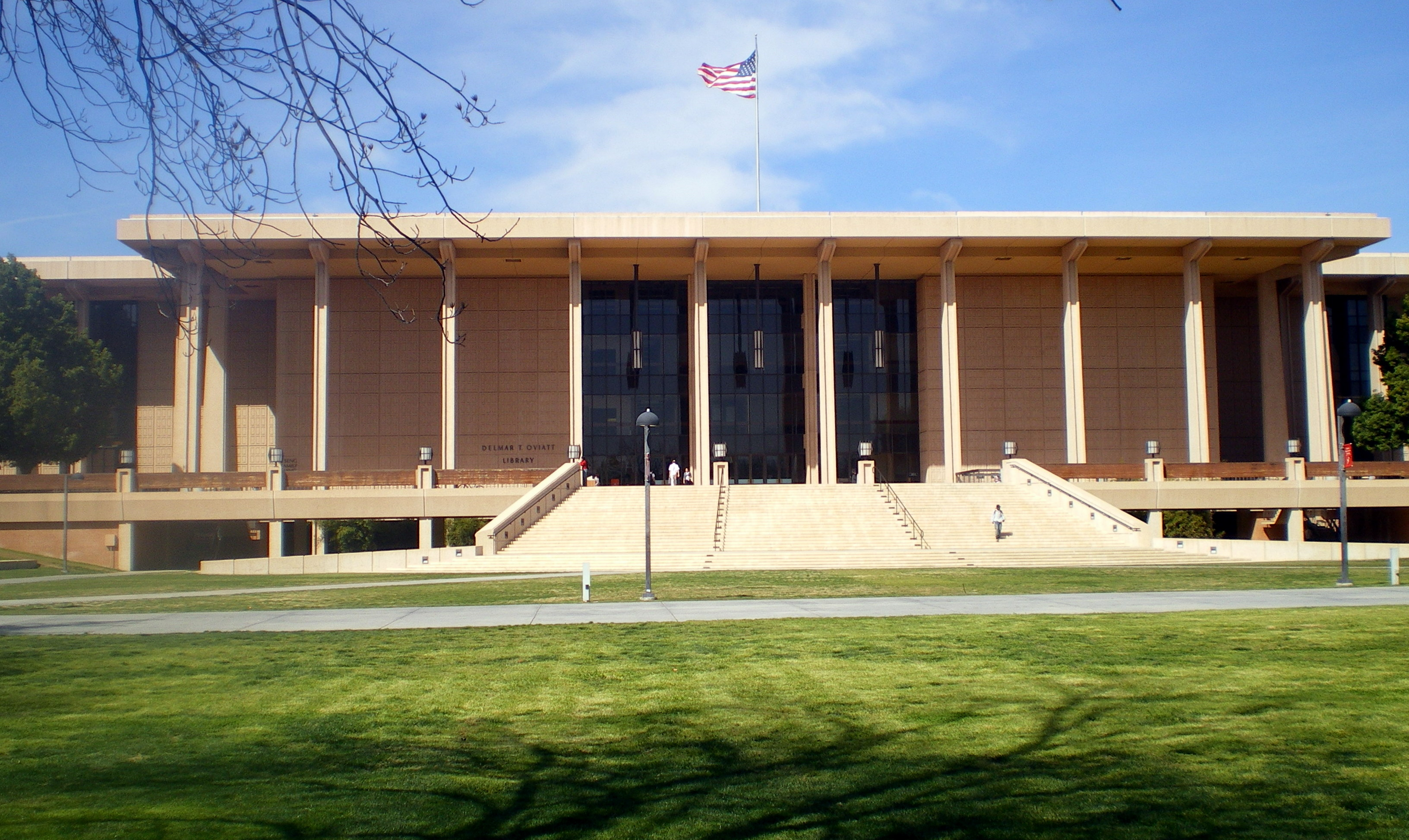
Biblioteca Oviatt a CSU Northridge

Les fotografies exteriors de l'escola secundària Sky es van filmar a la Biblioteca Oviatt a Northridge a la Universitat Estatal de Califòrnia a finals de 2004.
Entre el treball en la primera i la segona temporada de la sèrie d'animació Kim Possible, els creadors Bob Schooley i Mark McCorkle havien començat a escriure un guió per a una adaptació d'imatge real, que finalment mai es va dur a terme. Impressionats amb el seu treball, els cineastes els van demanar que estudiessin tornar a escriure el guió de Sky High, que anteriorment havia estat arxivat. McCorkle creu que van ser reclutats per a Sky High perquè "els agradava la idea d'una escola secundària de superherois". Crec que, llegint com vam escriure els adolescents a Kim Possible, van pensar: "Això se sent bé i contemporani, i potser ho podeu aplicar a aquest projecte per a nosaltres". De manera semblant a Kim Possible, Schooley i McCorkle van escriure Sky High per ser igualment atractiu tant per als nens com per als adults. Segons scifi.com, Disney es va sentir atret per el "concepte original" de "fills de superherois que van a l'institut", concebut originalment pel guionista Paul Hernandez a la dècada de 1990.
Després de reclutar a Schooley i McCorkle per actualitzar el guió d'Hernández (només van escriure les seqüències d'inici i final), Disney va contractar diversos còmics com Kevin McDonald, Dave Foley i Kevin Heffernan per als papers secundaris. Per als papers principals, el càsting va ser una barreja d'actors adolescents establerts i nous: mentre que Michael Angarano i Mary Elizabeth Winstead ja van tenir èxit, Danielle Panabaker era poc coneguda i l'antiga model Steven Strait va ser contractada després de la seva primera audició.
El director Mike Mitchell va dir que Sky High funciona en dues premisses: "els adults són tots bojos" i "les noies són més intel·ligents que els nois": els adults retratats a la pel·lícula solen ser caricaturescos, mentre que les noies adolescents estan escrites com més assertives i poderoses que els nois. La pel·lícula també va emprar un ús extensiu d'angle holandès. Pel que fa al tractament dels actors adolescents, Mitchell també va afirmar que tots els actors tenien els seus propis tràilers i, en general, es mantenien separats, perquè "no volíem que sortissin després de la segona setmana i se separessin després de la quarta", cosa que hauria dificultat de rodatge.
Mitchell, un aficionat a la ciència-ficció, va admetre que aquest projecte "va ser un somni", perquè el va reunir amb quatre dels seus herois de culte de SF preferits: l'actriu de Wonder Woman Lynda Carter, els actors Snake Plissken Kurt Russell, l'Ash Williams l'actor Bruce Campbell i Cloris Leachman, que es va guanyar fama com Frau Blücher a El jove Frankenstein.

## Música
L'àlbum de la banda sonora de la pel·lícula va ser llançat per Hollywood Records el 26 de juliol de 2005, i està compost per portades de cançons dels anys 80 (a excepció de "Just What I Needed", que va ser del 1978). Tot i que cap de les partitures de la pel·lícula, composta per Michael Giacchino, es va incloure a l'àlbum, Intrada Records va publicar una edició limitada el 2017.
Llista de cançons
1. "I Melt with You" – Bowling for Soup (Originalment de: Modern English) - 4:03
2. "Through Being Cool" – They Might Be Giants (Originalment de: Devo) - 3:17
3. "Save It for Later" – Flashlight Brown (Originalment de: The Beat) - 2:49
4. "Everybody Wants to Rule the World" – Christian Burns (Originalment de: Tears for Fears) - 4:28
5. "One Thing Leads to Another" – Steven Strait (Originalment de: The Fixx) - 3:10
6. "Lies" – The Click Five (Originalment de: Thompson Twins) - 2:58
7. "Voices Carry" – Vitamin C (Originalment de: 'Til Tuesday) - 4:16
8. "Please, Please, Please, Let Me Get What I Want" – Elefant (Originalment de: The Smiths) - 2:53
9. "True" – Cary Brothers (Originalment de: Spandau Ballet) - 5:11
10. "Just What I Needed" – Caleigh Peters (Originalment de: The Cars) - 3:38
11. "Can't Stop the World" – Ginger Sling (Originalment de: The Go-Go's) - 3:25
12. "And She Was" – Keaton Simons (Originalment de: Talking Heads) - 3:49
13. "Twist and Crawl" – Skindred (Originalment de: The Beat) - 2:31

### Recepció
AllMusic va puntuar l'àlbum amb 2,5/5, dient que "ensopega més del que té èxit" i és "dolorsament convencional".

## Recepció

### Taquilla
Amb un pressupost estimat de 35 milions de dòlars, la pel·lícula va recaptar poc menys de 64 milions de dòlars als Estats Units i altres 22 milions de dòlars a nivell internacional, amb un total de 86 milions de dòlars.

### Resposta crítica
A Rotten Tomatoes, la pel·lícula té una puntuació d'aprovació del 73 % basada en les ressenyes de 131 crítics de, amb una valoració mitjana de 6.5/10. El consens crític del lloc afirma: "Aquesta pel·lícula de superherois altament derivada de la majoria d'edat és una llufa moderadament entretinguda i familiar." A Metacritic la pel·lícula té una puntuació mitjana ponderada de 62 segons les crítiques de 29 crítics, que indica "crítiques generalment favorables". El públic enquestat per CinemaScore va donar a la pel·lícula una nota A− en una escala d'A+ a F.
Joe Leydon de Variety va elogiar la pel·lícula dient-la: "Escrita amb intel·ligència i interpretada amb alegria, Sky High satisfà amb una barreja intel·ligent de superheroics fantasmagòrics, entremaliadures escolars" i "a aquesta animada versió de Disney d'imatge real té els seus propis mèrits com una fantasia irònica amb un atractiu intergeneracional."
Neil Smith va escriure a BBC.com: "Tot i que l'originalitat no és l'element més fort de la pel·lícula, la seva agradable combinació de falsedat de coneixement i fantasia que agrada als nens la fa considerablement més atractiva que alguns dels superherois "directes" que hem patit recentment."
Des del seu llançament inicial, Sky High s'ha rebut més favorablement en les revisions retrospectives i ha desenvolupat un seguici de culte, sobretot pel seu homenatge alegre als tropes de superherois. Mark Harrison, escrivint per Den of Geek, va resumir: "Amb un repartiment format per joves brillants i favorits de culte i un guió que va de postmodern sense arribar a ser mai arcada ni sarcònica, Sky High és una autèntica joia del catàleg d'imatge real de Disney. Pren préstec de JK Rowling, John Hughes, Joss Whedon i un gran nombre de còmics i, no obstant això, encara es manté per si sola. Al costat del boom actual dels superherois, va ser tan avançada al seu temps que una dècada després, sembla més nítida i divertida que mai".

## Seqüela i sèrie de televisió cancel·lades
El novembre de 2016, Disney va anunciar que una seqüela de Sky High estava en les primeres etapes de desenvolupament. El gener de 2019, el director de Sky High, Mike Mitchell, va revelar els seus plans anteriors per fer una franquícia, però a causa de l'actuació de taquilla de la pel·lícula, no va arribar res. La seqüela s'hauria titulat Save U (Salva la Universitat) i comptaria amb els personatges de Sky High que es graduaven a l'institut i assistien a la universitat. També hi havia plans per fer una sèrie de televisió, que els actors principals, excepte Kurt Russell i Kelly Preston, havien signat per repetir els seus papers, però no hi ha hagut cap novetat a partir del 2024.
El març de 2024, Mitchell encara va expressar interès per una seqüela, però va assenyalar que des que Disney va comprar Marvel, només els veien com la seva producció de superherois. Ha declarat que li agradaria fer un projecte inspirat en Sky High ambientat al Marvel Cinematic Universe.